# Zbrza (Oblęgór)
Zbrza – część wsi Oblęgór w Polsce położona w województwie świętokrzyskim, w powiecie kieleckim, w gminie Strawczyn.
W latach 1975–1998 Zbrza administracyjnie należała do województwa kieleckiego.